# 咽鼓管功能障礙
咽鼓管功能障碍( ETD ) 是指中耳压力调节失常引起的相关症状和体征。常见的临床症状有耳朵闷胀感、压迫感或者耳痛。其他症状可能包括耳鸣或听力朦胧。
多种原因可导致咽鼓管功能障碍，包括上呼吸道感染、过敏性鼻炎、压力变化或近期体重下降。可跟据临床症状和相关检查确诊。有三种类型的咽鼓管功能障碍：延迟开放型，咽鼓管未打开；气压型，随压力变化而发生；扩展型，咽鼓管异常开放。以病程3个月为限，也可分为急性和慢性。
病因决定治疗方式。治疗手段可包括改善胃食道逆流（GERD）、避免过敏原、切除肿大的扁桃体或扩张咽鼓管等。成年人的患病率大约为1%。 20岁以下年轻人中男性容易患病，而年长者中女性更容易患病。